# Дружеское увещевание
«Дружеское увещевание» (англ. Friendly Persuasion) — американский драматический военный фильм 1956 года, снятый режиссёром Уильямом Уайлером по сценарию Майкла Уилсона, написанном на основе одноимённого романа Джессамин Уэст. Главные роли исполняют Гэри Купер, Дороти Макгуайр, Энтони Перкинс, Ричард Айер, Роберт Миддлтон, Филлис Лав, Марк Ричман, Уолтер Кэтлетт и Марджори Мэйн.
Фильм получил шесть номинаций на премию «Оскар», в том числе как «Лучший фильм», а также выиграл «Золотую пальмовую ветвь» на Каннском кинофестивале.

## Сюжет
События фильма происходят в Индиане 1862 года и относятся к эпизоду Гражданской войны в США, носящего название рейд Моргана армии Конфедерации («Южане»). Главные герои фильма, семья квакеров, являются противниками любого насилия и войн. Но когда приходят силы Юга, перед каждым членом семьи встаёт вопрос о том, правильно ли христианину прибегать к насилию, пусть даже это единственный способ сохранить жизнь себе и своим близким.

## В ролях
- Гэри Купер — Джесс Бёрдуэлл
- Дороти Макгуайр — Элиза Бёрдуэлл
- Энтони Перкинс — Джош Бёрдуэлл
- Ричард Айер — Джес Бёрдуэлл-младший
- Роберт Миддлтон — Сэм Джордан
- Филлис Лав — Мэтти Бёрдуэлл
- Марк Ричман — Гард Джордан
- Уолтер Кэтлетт — профессор Куигли
- Ричард Хейл — Пёрди
- Джоэл Флюллен — Энок
- Теодор Ньютон — майор Харви
- Джон Смит — Калеб Коуп
- Эдна Скиннер — Опал Хадспет
- Марджори Дюрант — Перл Хадспет
- Фрэнсис Фаруэлл — Руби Хадспет
- Марджори Мэйн — вдова Хадспет

В титрах не указаны
- Чарльз Хэлтон — старший брат Калеба Коупа
- Хелен Клиб — старушка

## Принятие

### Отзывы критиков
Фильм получил положительные отзывы критиков. На интернет-агрегаторе Rotten Tomatoes он имеет рейтинг 89 % на основе 9 рецензий.

### Награды и номинации
| Ассоциация                          | Год  | Категория                                                   | Номинант(-ы)                        | Результат |
| ----------------------------------- | ---- | ----------------------------------------------------------- | ----------------------------------- | --------- |
| «Оскар»                             | 1957 | Лучший фильм                                                | Уильям Уайлер                       | Номинация |
| «Оскар»                             | 1957 | Лучшая режиссура                                            | Уильям Уайлер                       | Номинация |
| «Оскар»                             | 1957 | Лучшая мужская роль второго плана                           | Энтони Перкинс                      | Номинация |
| «Оскар»                             | 1957 | Лучший адаптированный сценарий                              | Майкл Уилсон                        | Номинация |
| «Оскар»                             | 1957 | Лучшая песня к фильму («Friendly Persuasion (Thee I Love)») | Дмитрий Тёмкин, Пол Фрэнсис Уэбстер | Номинация |
| «Оскар»                             | 1957 | Лучший звук                                                 | Гордон Р. Гленнан, Гордон Сойер     | Номинация |
| «Золотой глобус»                    | 1957 | Лучшая мужская роль — драма                                 | Гэри Купер                          | Номинация |
| «Золотой глобус»                    | 1957 | Лучшая женская роль второго плана — кинофильм               | Дороти Макгуайр                     | Номинация |
| «Золотой глобус»                    | 1957 | Лучший дебют актёра                                         | Энтони Перкинс                      | Победа    |
| «Золотой глобус»                    | 1957 | Лучший фильм, продвигающий международное взаимопонимание    | Уильям Уайлер                       | Номинация |
| Каннский кинофестиваль              | 1957 | Золотая пальмовая ветвь                                     | Уильям Уайлер                       | Победа    |
| Премия Гильдии режиссёров Америки   | 1957 | Лучший режиссёр художественного фильма                      | Уильям Уайлер                       | Номинация |
| Национальный совет кинокритиков США | 1957 | Лучшая женская роль                                         | Дороти Макгуайр                     | Победа    |
| Национальный совет кинокритиков США | 1957 | Десять лучших фильмов                                       | «Дружеское увещевание»              | Победа    |
| Премия Гильдии сценаристов США      | 1957 | Лучший драматический сценарий                               | Майкл Уилсон                        | Победа    |